# Abū al-Khayr al-Rashīd ibn al-Tayyīb
Ne doit pas être confondu avec Al Rachid.
 (décembre 2009).
Abū al-Khayr al-Rashīd ibn al-Tayyīb est un théologien chrétien copte du XIIIe siècle. Il est l'auteur de différents traités.

## Biographie
Al-Rashīd est un prêtre et théologien du XIIIe siècle. Il exerce également la médecine. Selon Otto Friedrich August Meinardus, il travaille pour Al-Muzaffar Taqi al-Din Umar (en). Contemporain de Abu Ishaq ibn al-'Assal, avec lequel il collabore, il est influencé par Yahya ibn Adi. Al-Rashīd est l'auteur de textes importants, notamment des ouvrages apologétiques, comme Tiryaq al-'Uqul fi Ilm al-Usul (Theriac of the Understanding in the Science of the Fundamentals), publiés au milieu du XIIIe siècle selon les recherches menées par Wadi Abullif.